# Eccellenza 2001-2002
Il campionato di calcio di Eccellenza regionale 2001-2002 è stato l'undicesimo organizzato in Italia. Rappresenta il sesto livello del calcio italiano. Il campionato è strutturato su vari gironi all'italiana su base regionale.
Questo è il quadro delle squadre promosse alla Serie D dai vari campionati di Eccellenza regionale. Sono ammesse alla massima categoria dilettantistica italiana le vincenti dei rispettivi campionati regionali più le sette migliori squadre risultanti dai play-off a cui accedono le squadre designate dai vari comitati regionali a seguito dei propri regolamenti.
Campionati con i play-off regionali:

Abruzzo, Sicilia ed Umbria.

Campionati con i play-out regionali:

Abruzzo, Marche, Molise, Piemonte, Sicilia, Toscana ed Umbria.

## Campionati
- Eccellenza Abruzzo 2001-2002
- Eccellenza Basilicata 2001-2002
- Eccellenza Calabria 2001-2002
- Eccellenza Campania 2001-2002
- Eccellenza Emilia-Romagna 2001-2002
- Eccellenza Friuli-Venezia Giulia 2001-2002
- Eccellenza Lazio 2001-2002
- Eccellenza Liguria 2001-2002
- Eccellenza Lombardia 2001-2002
- Eccellenza Marche 2001-2002
- Eccellenza Molise 2001-2002
- Eccellenza Piemonte-Valle d'Aosta 2001-2002
- Eccellenza Puglia 2001-2002
- Eccellenza Sardegna 2001-2002
- Eccellenza Sicilia 2001-2002
- Eccellenza Toscana 2001-2002
- Eccellenza Trentino-Alto Adige 2001-2002
- Eccellenza Umbria 2001-2002
- Eccellenza Veneto 2001-2002

## Quadro riepilogativo nazionale
| Regione/Girone          | Sqr  | 1ª classificata e promossa in Serie D | Altre promozioni in Serie D   | 2ª classificata     | Vincente Coppa                |
| ----------------------- | ---- | ------------------------------------- | ----------------------------- | ------------------- | ----------------------------- |
| Abruzzo                 | 18   | Rosetana                              | -                             | Notaresco (4°)      | Rosetana                      |
| Basilicata              | 18   | A.S.C. Potenza                        | -                             | FC Francavilla      | A.S.C. Potenza                |
| Calabria                | 16   | Libertas Rosarno                      | Deliese                       | Deliese             | Rende                         |
| Campania Girone A       | 16   | InterSavoia                           | Pomigliano Est Boys Caivanese | Pomigliano Est      | Boys Caivanese                |
| Campania Girone B       | 16   | Ariano                                | -                             | Solofra             | Boys Caivanese                |
| Emilia-Romagna Girone A | 18   | Virtus Pavullese                      | Carpi                         | Carpi               | Real Misano                   |
| Emilia-Romagna Girone B | 19   | Ravenna                               | Massalombarda                 | Massalombarda       | Real Misano                   |
| Friuli-Venezia Giulia   | 16   | Monfalcone                            | -                             | Sacilese            | Monfalcone                    |
| Lazio Girone A          | 18   | Cisco Collatino                       | Guidonia                      | Guidonia            | Nettuno                       |
| Lazio Girone B          | 18   | Anagni                                | -                             | Formia              | Nettuno                       |
| Liguria                 | 16   | Lavagnese                             | -                             | Fo.Ce. Vara         | F.B.C. Finale Ligure          |
| Lombardia Girone A      | 16   | Robbio                                | Real Cesate Saronno           | Real Cesate Saronno | Darfo Boario                  |
| Lombardia Girone B      | 16   | Canzese                               | -                             | Bellusco            | Darfo Boario                  |
| Lombardia Girone C      | 16   | Cremapergo                            | -                             | Gambara             | Darfo Boario                  |
| Marche                  | 16   | Truentina                             | Sangiustese                   | Sangiustese         | Pergolese                     |
| Molise                  | 16   | Termoli                               | -                             | Montenero           | Montenero                     |
| Piemonte Girone A       | 16   | Cossatese                             | -                             | H.M. Arona          | H.M. Arona                    |
| Piemonte Girone B       | 16   | Pinerolo                              | -                             | Orbassano Venaria   | H.M. Arona                    |
| Puglia                  | 16   | Fortis Trani                          | Noicattaro                    | Noicattaro          | San Paolo Bari                |
| Sardegna                | 16   | Calangianus                           | -                             | Monteponi Iglesias  | Dolianova                     |
| Sicilia Girone A        | 18   | Marsala                               | Trapani                       | Alcamo (2°)         | Real Messina                  |
| Sicilia Girone B        | 18   | Misterbianco                          | Siracusa                      | Nissa (4°)          | Real Messina                  |
| Toscana Girone A        | 16   | Massese                               | -                             | Forcoli             | Marino Mercato Subbiano       |
| Toscana Girone B        | 16   | Nuova Società Chiusi                  | -                             | San Donato          | Marino Mercato Subbiano       |
| Trentino-Alto Adige     | 16   | Mezzocorona                           | -                             | Arco                | Condinesettaurense            |
| Umbria                  | 16   | Angelana                              | -                             | Deruta (5°)         | Deruta                        |
| Veneto Girone A         | 16   | Lonigo                                | Rovigo                        | Rovigo              | Arianese                      |
| Veneto Girone B         | 16   | Conegliano                            | -                             | Union Quinto        | Arianese                      |
|                         | Tot. |                                       |                               |                     | Vincente Fase Nazionale Coppa |
| 28 gironi               | 465  |                                       |                               |                     | Boys Caivanese                |

## Play-off nazionali

### Primo turno
Le gare di andata si sono disputate tra il 19 ed il 26 maggio 2002, quelle di ritorno tra il 26 maggio ed il 6 giugno 2002.
| Squadra 1                      | Totale      | Squadra 2                      | Andata | Ritorno |
| ------------------------------ | ----------- | ------------------------------ | ------ | ------- |
| Piemonte B Orbassano Venaria   | 6 - 5       | Piemonte A H.M. Arona          | 5 - 2  | 1 - 3   |
| Liguria Fo.Ce. Vara            | 3 - 4       | Lombardia Real Cesate Saronno  | 2 - 1  | 1 - 3   |
| Lombardia C Gambara            | 3 - 5       | Lombardia B Bellusco           | 2 - 2  | 1 - 3   |
| Veneto B Union Quinto          | 1 - 5       | Veneto A Rovigo                | 1 - 1  | 0 - 4   |
| Trentino A.A. Arco             | 2 - 3       | Friuli-Venezia Giulia Sacilese | 0 - 1  | 2 - 2   |
| Emilia-Romagna B Massalombarda | 2 - 2 (gfc) | Emilia-Romagna A Carpi         | 1 - 2  | 1 - 0   |
| Toscana B San Donato           | 4 - 5       | Toscana A Forcoli              | 2 - 4  | 2 - 1   |
| Sardegna Monteponi Iglesias    | 1 - 5       | Marche Sangiustese             | 1 - 2  | 0 - 3   |
| Abruzzo Notaresco              | 2 - 2 (gfc) | Umbria Deruta                  | 2 - 1  | 0 - 1   |
| Lazio B Formia                 | 1 - 2       | Lazio A Guidonia               | 0 - 1  | 1 - 1   |
| Campania A Pomigliano Est      | 2 - 0       | Campania B Solofra             | 0 - 0  | 2 - 0   |
| Basilicata FC Francavilla      | 1 - 2       | Calabria Deliese               | 0 - 0  | 1 - 2   |
| Molise Montenero               | 1 - 6       | Puglia Noicattaro              | 1 - 2  | 0 - 4   |
| Sicilia B Nissa                | 1 - 1 (gfc) | Sicilia A Alcamo               | 1 - 1  | 0 - 0   |

### Secondo turno
- Le vincenti sono promosse in Serie D 2002-2003

Le gare di andata si sono disputate tra il 1º e il 9 giugno 2002, quelle di ritorno tra il 9 e il 16 giugno 2002.
| Squadra 1                      | Totale | Squadra 2                    | Andata | Ritorno |
| ------------------------------ | ------ | ---------------------------- | ------ | ------- |
| Lombardia Real Cesate Saronno  | 5 - 1  | Piemonte B Orbassano Venaria | 4 - 0  | 1 - 1   |
| Lombardia B Bellusco           | 0 - 3  | Veneto A Rovigo              | 0 - 1  | 0 - 2   |
| Friuli-Venezia Giulia Sacilese | 1 - 3  | Emilia-Romagna A Carpi       | 1 - 2  | 0 - 1   |
| Umbria Deruta                  | 2 - 7  | Lazio A Guidonia             | 1 - 4  | 1 - 3   |
| Puglia Noicattaro              | 1 - 0  | Sicilia A Alcamo             | 1 - 0  | 0 - 0   |
| Marche Sangiustese             | 2 - 1  | Toscana A Forcoli            | 1 - 0  | 1 - 1   |
| Calabria Deliese               | 0 - 1  | Campania A Pomigliano Est    | 0 - 0  | 0 - 1   |